# Скрыгаловский сельсовет
Скрыгаловский сельсовет — административная единица на территории Мозырского района Гомельской области Республики Беларусь. Административный центр — агрогородок Скрыгалов.

## Состав
Скрыгаловский сельсовет включает 8 населённых пунктов:
- Балажевичи — деревня
- Белая — агрогородок
- Жаховичи — деревня
- Лешня — деревня
- Надатки — деревня
- Рудня — деревня
- Скрыгалов — агрогородок
- Ясенец — деревня